# Migetalka
Migetálka ali cílij (latinsko cilium) je nitasti organel evkariontske celice. Značilna je za praživali migetalkarje - ciliati (premikanje) in nekatera tkiva pravih mnogoceličarskih skupin, kot so epidermis vrtinčarjev, kotačni organ pri kotačnikih (prehranjevanje - filtacija), »rebra« rebrač (premikanje), sluznica jajcevoda (premikanje jajčeca do maternice) in sluznica sapnika (čiščenje nečitoč iz vdihanega zraka) pri sesalcih.